# Willem de Fesch
 (mai 2025).
Pour les articles homonymes, voir Fesch.
Willem de Fesch, né à Alkmaar le 26 août 1687 et mort à Londres le 3 janvier 1761, est un compositeur et violoniste néerlandais de l'époque baroque.

## Biographie
De Fesch fut probablement un élève de Noël-Charles Rosier et d'Alphonse d'Ève. Il travailla à Amsterdam de 1710 à 1725 et fit de nombreuses représentations à Anvers. De 1725 à 1731, il fut Kapellmeister à la cathédrale d'Anvers, puis il partit pour Londres où il donna des concerts en tant que violoniste au sein de l'orchestre de Handel en 1746.
Entre 1748 et 1749, il fut chef d'orchestre au Marylebone Gardens, mais ne fit apparemment plus d'apparition publique après 1750.
Ses compositions incluent les oratorios Judith (1735) et Joseph (1746), dont il fut donné de nombreuses représentations (la partition de Judith est perdue, mais celle de Joseph a été retrouvée dans les années 1980), ainsi que des pièces de musique de chambre, des sonates en solo et en trio, des lieder, deux cantates, une messe, et des concertos.
Certaines de ses pièces sont parfois comparées à celles d'Antonio Vivaldi, notamment les concertos pour violon.

## Œuvres
- Op. 1 6 Sonates pour 2 violons et 6 Sonates pour deux violoncelles (Roger/Amsterdam 1715)
- Op. 2 Plusieurs concerts et des Concertos grossos (Roger/Amsterdam 1717)
- Op. 3 Plusieurs concerts et des Concertos grossos  (Roger/Amsterdam 1718)
- Op. 4 6 Sonates pour violon et Basso continuo (B.c.), 6 Sonates pour 2 violoncelles (1725)
- Op. 5 Plusieurs concerts et des Concertos grossos (Le Cène/Amsterdam 1725)
- Op. 6 Sonates pour instrument seul avec B.c. (1730)
- Op. 7 Sonate en trio (1733)
- Op. 8 Sonates (1736)
- Op. 9 Sonates pour 2 violons ou flûtes (Walsh/London 1739)
- Op. 10 Plusieurs concerts et des Concertos grossos (Walsh/London 1741)
- Op. 11 Duos pour 2 violons ou flûtes (1743)
- Op. 12 Sonates pour 2 violons ou flûtes (1748)
- Op. 13 Sonates pour Violoncelle et B.c. (1750)
- Les oratorios Judith (1733), Joseph (1745) et des chants

## Discographie
- Concertos pour violon, pour deux flûtes, Concertos grosso, extraits des opus 2, 3, 5 et 10 - Monica Huggett, violon ; Wilbert Hazelzet et Ricando Kanji, flûte traversière ; Orchestre baroque d'Amsterdam, dir. Ton Koopman (25 mai 1983, « Dutch Masters vol. 15 » Philips 462 086-2) (OCLC 868594333)
- Joseph - Claron Mc Fadden (Joseph), Roberta Alexander (femme de Potiphar), Susanna Moncayo von Hase (Reuben), Musica ad Rhenum, dir. Jed Wentz (21-25 août 2000, NM Classics 92079) (OCLC 422129711)
- Baroque Concerti From the Netherlands, œuvres de Johann Christian Schickhardt, Anton Wilhelm Solnitz, Albertus Groneman, Willem de Fesch et Conrad Friedrich Hurlebusch par l'ensemble Musica ad Rhenum, dir. Jed Wentz (NM Classics, 1993)